# Deutsches Soldatenjahrbuch
Das Deutsche Soldatenjahrbuch, bis 1963 mit dem Titel Deutscher Soldatenkalender, war ein jährliches Periodikum. Ende 1952 erschien das erste Exemplar Der Deutsche Soldaten Kalender 1953, das letzte Exemplar verspätet im Frühjahr 2006 als Deutsches Soldatenjahrbuch 2003/2004 mit dem Untertitel 51./52. Deutscher Soldatenkalender. Herausgeber war der ehemalige Landrat und NSDAP-Kreisleiter Helmut Damerau, später Wolfgang Hausen. Publiziert wurde das Soldatenjahrbuch im Schild-Verlag. Ab 1997 erschien es bis 2004 mit dem zusätzlichen Herausgeber Hausen.

## Rezeption (kritisch)
Die Allgemeine Schweizer Militärzeitung vermerkt in einer Besprechung zur Ausgabe 1961: „Nicht immer wird dabei der Rückfall in ressentimentsbedingte Betrachtungen vermieden, welche unangenehm an die Sprachreglung des dritten Reiches erinnern.“
Der Zeit-Redakteur Uwe Nettelbeck beschreibt 1963 den Inhalt der zeitgenössischen Ausgabe so:

„Innendrin gibt es 1. ein skandalöses Kalendarium, das das erinnerungsschwere Leben ehemaliger Krieger durch unzweideutige Gedenktage aufhellt (Göring geboren, Entdeckung von sowjetischen Massenmorden, gewonnene Schlachten, alliierte Luftangriffe auf das Reich); 2. ein paar Dutzend apologetischer Aufsätze, Tiraden über verlorene Panzer- oder Kesselschlachten oder über Entstehungsgeschichte und Sinn von Nahkampfspangen und Durchhalteorden; 3. Bilderchen (Porträts, Panzer, Schlachtenbilder, auch historische, liebevoll gemalter Heldenzierat, Orden mit Nazi-Emblemen); 4. Anzeigen, die die Vereinsmeierei militärischen Zuschnitts am Leben erhalten sollen (wo man noch Orden herkriegt oder einschlägige Literatur, erschienen im Schild-Verlag) und andere Anzeigen […]
Dameraus Erzeugnis feiert den Krieg. Der Ton, den Dönitz trunken anschlägt, wird durchgehalten und überflügelt. Der ganze Wort- und Vorstellungsschatz militärischen Aberwitzes blättert sich da auf. Die Armee ist die „Schule der Nation“, und nur im Felde und am Feind (den man auch ‚förmlich riechen‘ kann, wie man dankbar erfährt) ist der Mann noch Mann und all das. Die Geschichte wird — da Tradition ja alles ist — emsig nach ruhmreichen Ereignissen durchwühlt und da, wo sie sich sperrt, verfälscht. Dafür sind harmlose Beispiele viele, gemeingefährliche etliche in dieser Druckschrift zu finden. Es kommt mir nicht auf Vollständigkeit an, zwei mögen also genügen: Da wird im Kalendarium der 16. Mai des Jahres 1943 zur Erinnerung angeboten. Was geschah an diesem Tage? Der Warschauer Ghetto Aufstand wurde ‚niedergekämpft‘! Eine besonders irrsinnige unter den zahlreichen Hymnen auf kriegerische Recken, die auf den Flieger Werner Mölders, lautet so: ‚Schon früh zog es diesen frischen, begeisterungsfähigen Deutschen zum Soldatenberuf. Die Stunde im Einsatz und Bewährung schlug unerwartet schnell: In den Freiheitskampf des spanischen Volkes gegen den anbrandenden Kommunismus griff auch die deutsche Wehrmacht ein… als erfolgreichster Sieger der Legion Condor kehrte er mit 14 anerkannten Abschüssen nach Deutschland zurück… Es war ein betäubend steilster Flug zur Sonne. Das deutsche Volk vergötterte ihn. Aus dem frischfröhlichen jungen Menschen war im Laufe der Jahre ein ernster, von der Notwendigkeit des Kampfes gegen den Kommunismus überzeugter Fliegerführer geworden‘ (der übrigens auch gegen Frankreich und England flog, wo es — wie jedermann weiß — von Kommunisten wimmelt). Es nahm ein böses Ende mit ihm, aber selbst im Absturz blieb der vom Feind nie Besiegte noch Sieger.“

Der von Nettelbeck monierte Beitrag über Mölders stammte von Fritz von Forell, einem persönlichen Freund Mölders’, der SA und NSDAP angehört und bereits im Nationalsozialismus propagandistisch orientierte Schriften über Mölders verfasst hatte. Forell hatte eine zentrale Bedeutung bei der Formulierung und Verbreitung des Möldersbildes, wie das Militärgeschichtliche Forschungsamt feststellte: „[…] vor 1945 im Charakter NS-kriegsverherrlichenden, nach 1945 letztlich geschichtsklitternd und unbelegt mythenbildend“.
Zum Kalender von 1965 merkt wiederum die Allgemeine Schweizer Militärzeitung an: „Das Buch mißfällt, da recht häufig ein Ton anklingt, der in unseren Ohren schmerzt. Wir hören nicht gerne vom geschichtlichen Auftrag, die Einheit von Volk und Reich wiederherzustellen und von der energischen Abwehr aller reichsfeindlichen Verzichtsversuche und Vorleistungstheorien (S. 34) Die Anpreisung eines Buches von E. Kern, Verbrechen am deutschen Volk mit den Worten Der Nachweis, daß die Alliierten im zweiten Weltkrieg und danach ungleich mehr Kriegsverbrechen auf sich luden, als man das Deutschland anlasten kann (Verlagsanzeige, S. 260) ist wohl fehl am Platz.“

## Rezeption (positiv)
Paul Brock, seit 1953 freier Mitarbeiter und seit 1976 fest angestellter Mitarbeiter des Ostpreußenblattes rezensierte häufig namentlich den Deutschen Soldatenkalender. Zwei Auszüge:

„Einem flammenden Aufruf gleicht auch ein Gedicht von Gerhard Schumann, dessen letzte Strophe als Einleitung zur Lektüre dienen mag: ‚Bleibt in den Herzen Volk! / Blut-Strom wird sprengen den Deich! / Wie der Blitz aus der Wölk / Wieder komme das Reich!‘ Da gibt es Titel, an denen der suchende Blick beim ersten Durchblättern unwillkürlich haften bleibt, wie etwa bei der Erzählung aus der Reichswehrzeit in Ostpreußen. ‚Der alte Ritter‘. Verfasser: Hans Henning v. Ramin. Eine leichte, lustige Sache, als Einführung in das Labyrinth der Vielfältigkeiten des Stoffes sehr geeignet. Als weiterer Blickfang: ‚RAD-Sicherungszug bei Partisanen-Abwehr in Südkärnten.‘ Der Bericht über den Reichsarbeitsdienst, sozusagen als kämpfende Truppe, birgt eine Menge interessanter Details. Ebenso das Kapitel V, von Hubert Lamey: Deutsche Soldaten in Amerika. Unter den biographischen Beiträgen hebt sich der Bericht von Heinrich Hartmann heraus: General der Fallschirmtruppe Ramcke, zu seinem 10. Todestag.“

„Eigentlich wollte ich nur flüchtig in das Buch hineinschauen, das die Zehn-Uhr-Post mir ins Haus gebracht hatte; erst als man mich zum Mittagstisch rief, wurde bewußt, wie sehr und anhaltend mich der Inhalt gefesselt hatte. Es handelt sich um das ‚Deutsche Soldatenjahrbuch 1980‘. Was mich so sehr gefesselt hatte, lag eigentlich abseits vom Grundthema, fernab von allem Soldatischen, ohne jedoch, was man annehmen könnte, aus dem Rahmen zu fallen — ein Rückblick auf das Leben, vor allem auf das Werk eines Mannes, dessen Geburtstag sich zum hundertsten Mal jährt: Oswald Spengler. Unwillkürlich denkt man beim Klang dieses Namens an die Zeit der ersten zwanziger Jahre. Damals hat sein Buch ‚Der Untergang des Abendlandes‘ in der geistig orientierten Welt, aber auch im politischen Raum, alarmierend gewirkt. ‚Ein vulkanisches Werk der deutschen Geschichte‘, nennt Herbert Cysarz in seinem Gedenk-Artikel das Buch. Spengler ging darin von der nicht abzuleugnenden Feststellung aus, daß jede Völker- und menschheitliche Kulturepoche einen Beginn, einen Höhepunkt und einen allmählichen Verfall durchlaufen hat. […]
Anton Graf Bossi Fedrigotti rückt den Lesern Meran ins Blickfeld: … in der Sonne geboren, schön und lieblich auserkoren…!‘ Ansonsten ist das Jahrbuch mit allem versehen, womit es sich seit Jahren bei seinem Leserkreis beliebt gemacht hat: Guter Stil, ausgewogen im Inhalt, das übliche Kalendarium, versehen mit geschichtlichen Daten für jeden Tag, flankiert von Kurzbiographien, unter denen sich Paul Fechter, aber auch Otto Skorzeny befinden.“

Wilhelm von Gottberg bezeichnete im Nachruf auf Damerau für das Ostpreußenblatt und die Landsmannschaft Ostpreußen e. V. das Deutsche Soldatenjahrbuch als „ureigenstes und persönliches Lebenswerk von Helmut Damerau“.

„Seit nunmehr fast fünf Jahrzehnten trägt es dazu bei, die Einsicht in unserem Volk zu stärken, daß ohne ernsthafte Bereitschaft zur Verteidigung der Freiheit des Ganzen auch die Freiheit des einzelnen gefährdet ist. Bemerkenswert ist auch, daß in jedem Band ost- und gesamtdeutsche Themen vorrangig behandelt werden. Mit dem deutschen Soldatenbuch hat er aber auch der Reichswehr und der Wehrmacht und ihren Angehörigen ein literarisches Denkmal gesetzt.“

## Autoren (Auswahl, Beispieljahr)
- Klaus Heinrich Bill 1997
- Dermot Bradley 1996, 1997, 1998, 1999, 2000/1,
- Georg Brütting 1956
- Otto Deßloch (Geleitwort 1975)
- Hans von Donat 1965, 1966, 1969
- Anton Graf Bossi Fedrigotti 1956
- Georg Franz-Willing 1996
- Heinz Goerke 2000
- Lothar Greil 1999 Zur Vorgeschichte des Zweiten Weltkrieges aus deutscher Sicht in „Deutsches Soldatenjahrbuch 1999“
- Heinz Guderian (Geleitwort 1953)
- Gerhard Gutmacher (Geleitwort 2003/4)
- Heinz Harmel (Geleitwort 1997)
- Gottfried Hansen (Geleitwort 1954)
- Fritz Hasenclever 1956
- Erich Hartmann Vorwort 1987
- Werner Haupt 1996, 1997, 1998, 1999, 2002
- Hajo Herrmann 1998
- Hermann Hogeback (Geleitwort 2002)
- Kurt Imhoff 1996
- Alfred Jodl 1996
- Heinrich Detloff von Kalben 1956, 1958
- Erich Kern 1954, 1956: 'Waffen-SS in Narwa', 1958
- Albert Kesselring (Geleitwort 1959)
- Arwed Klose 2003 Schlesischer Kulturspiegel  1 / 04 Januar – März
- Walter Krupinski (Geleitwort 1996)
- Georg von Küchler (Geleitwort 1956)
- Franz Kurowski 1996
- Ritter von Leeb (Geleitwort 1955)
- Werner Lacoste 2000/1
- Erich von Manstein (Geleitwort 1954, 1957)
- Kurt Meyer: Sturm auf Rostow 1957
- Eckehart G. Münnich 1996
- Walther Nehring (Geleitwort 1978)
- Günther von Noé 1999
- Reinhard Pozorny 1979
- Nikolaus von Preradovich 1997
- Erich Raeder (Geleitwort 1958)
- Udo Ritgen 1998, 1999
- Emil Schlee 1997, 1999, 2000/1
- Rüdiger Graf von der Schulenburg 1956
- Bodo Spranz (Geleitwort 2000/1)
- Erich Topp (Geleitwort 1999), 1999
- Josef Remold 1974[14]
- Klaus Schlegel 1982[15]
- Reinhard Uhle-Wettler 1996
- Helmut Wilhelmsmeyer 1997
- Heinrich Zillich 1959